# 高志航
高 志航（こう しこう / ガオ ヂーハン、光緒34年農暦5月14日（1908年6月12日） - 1937年11月21日）は、中華民国空軍の軍人、エース・パイロット（単独撃墜4機）。原名高銘久、字は子恒。遼寧省通化市（現吉林省管轄）出身。東北空軍を経て、中央空軍戦闘機隊の指揮官として活躍。日中戦争では日本軍機への初戦果を果たした「八・一四空戦」を指揮した事で知られる。最終階級は空軍上校（大佐に相当）、死後少将。同時期に活躍した楽以琴、劉粋剛、李桂丹とともに中国空軍の「四大金剛」と称されている 。

## 生涯

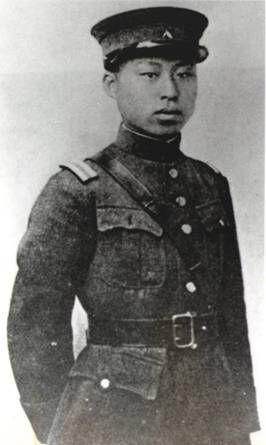
東北軍時代

1907年5月14日、通化県大都嶺郷高麗墓子村（現：通化県快大茂鎮繁栄村）にある貧農の家庭にて、8人兄弟の長男として生まれる。父は高景文、母は李春英。農作業を手伝っていたため、9歳から三棵楡樹小学に入学した。通化は交通の要所であり、教師から義和団事件で東三省に出兵したロシア兵の蛮行を聞かされたり、日本の官憲に追われていた知人の朝鮮人活動家を父が自宅に匿ったこともある。13歳の時、奉天指南中学入学。城内の学校まで毎日行李を背負って400里以上の道を歩いて登校した。その後奉天中法中学に転校し、17歳にて卒業、官費で貧しい家計を支えるため、また中国人を虐げる侵略者を追い出すため、両親を説得して郭松齢が東三省陸軍講武堂西院に設置した東北陸軍軍官教育班に入隊。当初砲術を学んだ。その後、28名からなるフランス留学班に抜擢され、モラーヌ・ソルニエ社がパリ近郊に保有した民間航空学校に入校することとなった。同校は身体条件が極めて厳しかったが、高ら18名が入学許可、葛世昌ら残る10名はクロトワ・コーデュロン飛行学校で学んだ。初級訓練修了後、1926年にイストルの飛行場を拠点とするフランス陸軍航空学校で飛行機の操縦を学ぶ。卒業後は陸軍軍曹に任官され、ナンシーにある陸軍航空隊第21戦闘飛行隊（35連隊とも）で実習を行った。

### 東北空軍
1927年1月に帰国後、東北軍（張作霖軍）の少尉に任官、東北航空処飛鷹隊隊員。4月、靳雲鶚討伐のため河南省鄭州に派遣される。1928年には、北伐に加わった閻錫山軍の北京・天津への接近や内蒙古の反乱を受け、京漢線防衛の任につく。この功から飛鷹隊隊長となる。空軍司令部は2名の護衛を付かせようとしたが、家族の前で偉ぶって派手に振舞いたくなかった高は拒んだ。軍は再び地元警察に身辺警護を要請したが、高は警官らを追い返した。12月、東北軍は国民政府に易幟し、東北空軍は東北航空大隊に改編、3個から5個航空隊に増設される。翌年春、訓練中に墜落し右足を骨折、後遺症が残る。療養中に中ソ紛争が起こる。翌年の復帰後は東北航空教導隊の受訓のち東北航空学校の教官を務め、少校に到る。
1931年9月18日の満州事変勃発の翌朝、奉天に越してきた両親の家を訪ねると、日本軍が奉天に迫っており、兄弟とともに三棵楡樹村の旧家に逃げるよう求める。弟の高銘魁によれば、高志航は非常に激高した様子で、「北平で少帥（張学良）を探し、日本軍と戦うよう要請して来る」と言い、料理人に扮装すると弟の高銘新に見送られて皇姑屯駅を発ち、そのまま東北に戻る事はなかった。

### 中央空軍への参加
翌1932年（民国21年）1月、東北空軍の旧友で国民政府軍中央の航空署第2隊隊員であった邢剷非の紹介で第4隊（隊長：楊鶴霄）附飛行員に任官となる。またその頃、第2隊を訪れ石邦藩副隊長から借りた飛行服でユンカース K47に試乗し、その技術でドイツ人テストパイロットたちを驚嘆せしめた事もある。しかし、事故が原因で第一次上海事変には参加できなかった。のち第2隊に移籍。9月、搭乗員を続ける為に当時設立間もない杭州・筧橋にある中央航空学校高級班で訓練を受ける。米軍事顧問ジョン・ジュエット元大佐の設けた採用基準を満たす搭乗員は全体の15パーセントしか残らなかったと言われるほど極めて過酷であったが、肄業（単位不十分のまま卒業）扱いながらも基準を突破した。また、階級は中校から上尉へと降格されたが、これは空軍軍人が陸軍より2階級上に相当する待遇を受けるためである。
その後の戦技披露で優秀さが認められ、中央航校駆逐機班の飛行教官に抜擢。12月、中央航空学校暫編駆逐隊隊長兼任。1934年春、暫編駆逐隊は正式に空軍駆逐第一隊となり、福建事変に参加。またこの頃までに、航空事業に献身したいとの願いを込め、名前を字の子恒（zi3 heng2）と近い発音の「高志航」に改めた。11月、中央航校第8隊（第6隊とも）隊長。1935年、イタリアにて毛邦初、王助、田曦、孫桐崗らと1年間視察をした 。帰国後、教導総隊副総隊長に就任。総隊長・毛邦初の支援のもと、南昌にて戦闘機搭乗員の錬成に当たり、劉粋剛、柳哲生、楽以琴、董明徳、鄭少愚、羅英徳等の優秀な搭乗員を育て上げた。

### 814空戦

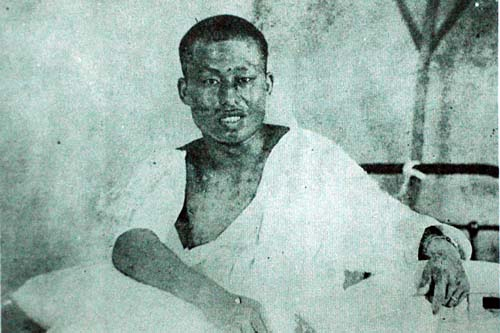
815空戦での負傷後、杭州広済医院にて治療を受ける高志航（1937年8月15日）

1937年8月13日、第二次上海事変の勃発当時、高は第4大隊を率い周家口飛行場に展開していたが、台風で命令が下りないことにしびれを切らしていた。そこに偶然不時着した民間のフォード トライモータを徴発、南京へと向かった。南京小営の航空委員会へと到着した高は、そこで航空委員会主任・周至柔より、第4大隊を筧橋に展開させ、杭州湾に展開する日本艦隊の爆撃に参加せよとの命令を受ける。
翌8月14日午前10時、高は周家口の第4大隊隊員に向け電報を発した。第4大隊の全機は、第21中隊長の李桂丹を筆頭に台風の荒天の中を杭州の筧橋飛行場（総站長：邢剷非）へと進出した。第4大隊の配備機種はカーチス・ホークⅢで、高の乗機「Ⅳ-1」号機は23中隊隊員・曹士栄の手で回送された。正午過ぎ、高も筧橋へと到着し、部隊の到着を待っていた。しかしその時、防空総台（台長：陳一白）より、温州監視台管轄の青田県にて重爆隊の轟音が確認されたとの報を受ける。轟音の主は台湾松山飛行場から渡洋爆撃に出撃してきた新田慎一少佐（兵51期）率いる鹿屋海軍航空隊の九六式陸上攻撃機 9機であった。高は筧橋に着陸した直後の21中隊飛行員たちに、直ちに再発進し編隊を迎撃するよう命じ、やがて23中隊が到着すると、高も自らの乗機に乗り込んだ。やがて第4大隊は雲の下を飛ぶ九六陸攻と会敵。高は最初に1機を撃墜、続いてもう1機を肉薄して銃撃、左エンジンに煙を起こさせるも、自機のエンジンにも火が付き離脱。着陸後ただちに消火させた。日本側の記録と照合すると、高が撃墜したのは第1小隊3番機（坪井輿介一空曹機）、第3小隊の3番機（三上良修三空曹機）のいずれか、大破させたのは第3小隊の2番機（大串均三空曹機）と思われる。大串機は帰還出来たものの、着陸直後に大破し使用不能となった。この日、部隊全体の戦果は2機撃墜、2機大破であったが、「6対0」として過大評価され、戦後中国空軍の記念日「空軍節」として長く記憶される。
続いて8月15日朝、艦隊爆撃の準備に取り掛かる中飛来した空母「加賀」の八九式艦上攻撃機・九四式艦爆隊を迎撃、1機を撃墜した。しかし2機目を射撃中に後方射手の放った銃弾がエンジンと右腕を貫通した。高は操縦桿を足で挟みながら傷口を縛って止血させたのち、操縦桿を左手で握って戦闘を継続、そして敵が去ったのを見計らってから帰投した。機体の着陸がスムーズで、また部下の報告を受けた際も激痛をこらえて顔に出さなかったため、誰も負傷に気付かなかったという。全機給弾を指示したのち邢剷非に負傷を報告、杭州広済医院に運ばれた。医者はその傷の酷さに驚いていたが、高は手術中も平然としていたという。こののち、漢口の病院にて40日間の入院療養を余儀なくされた。このエピソードが、龐徳から受けた毒矢を華陀に取ってもらいながら平然と馬良と酒を飲み碁を打つ関羽のようであったため、彼の愛機も赤兎馬に例えられるようになった。
8月30日、杭州湾に展開していた第4大隊22中隊が米国民間船「プレジデント・フーヴァー号」を誤爆、第5大隊長兼駆逐司令官の丁紀徐が軍籍剥奪処分となった事を受け、その後任として駆逐司令官に就く。
9月中旬、日本軍による首都南京への空襲を聞いて戦線復帰した高は、防空戦特化のため大校場飛行場にある第4、第5大隊のホークⅢ胴体下部の爆弾架を取り外すことを提案。総站長の石邦藩は空軍前敵総指揮部参謀長も兼任していたものの、彼の一存では決められなかったため、宋美齢に電話して早速許可を取り付けた。そんな中、江陰上空に九五式水上偵察機2機が飛来している報を聞き、劉粋剛、鄒賡続、董慶翔の3名とともに改修を施した機体で出撃。復帰当日の高もうち1機を撃墜した。9月22日、南京上空で日本海軍の戦爆連合17機を迎撃し、九六式艦上戦闘機1機を撃墜した。更にもう1機を狙おうとした時に後ろから追って来た別の九六艦戦の追撃を振り切るも、復帰早々に30分ものドッグファイトは傷にこたえ、句容に着陸と同時に昏倒してしまったが、ほどなくして復帰した。

### 戦死
中ソ不可侵条約締結により、10月頃からソ連製の航空機が中国空軍へ供与されるようになった。高志航と第4大隊は中国北西の蘭州へ赴き、ソ連製戦闘機（ポリカルポフI-16、I-152）を受領して1ヶ月間の慣熟訓練を受けた。11月22日朝、高は第4大隊およびソ連空軍志願隊で編成された13機の戦闘機を率いて蘭州を出発、周家口飛行場へ到着した。折しも正午頃、南苑から太康・周家口飛行場爆撃の任を受けた菅久恒雄少佐（兵52期）率いる木更津海軍航空隊の九六陸攻4個中隊11機が来襲した。淮陽防空監視哨の報告が遅れたため陸攻隊は近くまで来ており、中国人パイロットらはすぐに戦闘機に乗り込んだものの、同じく飛行場にいた志願隊員はなかなか乗ろうとせず、迎撃が間に合わないと判断するや防空洞に逃げ込んでしまった。高はI-16に乗り込むがエンジンがかからず、粘ってエンジン始動を繰り返しているところへ爆弾が落下したため被爆、戦死した。享年29（数え年30）。
戦死後少将へ特進、漢口商務会大礼堂にて追悼会が催され、蔣介石、周恩来らが参列した。高志航の率いた第4大隊は、のちに後任の李桂丹によって「志航大隊」と称さるようになった。

## 戦果
|   | 日期       | 駕駛機型          | 結果     | 擊落機型         | 地點         | 備注 |
| - | ---------- | ----------------- | -------- | ---------------- | ------------ | ---- |
| 1 | 14/8/1937  | Model 68 Hawk III | 共同撃墜 | 九六式陸上攻撃機 | 杭州半山地區 |      |
| 2 | 14/8/1937  | Model 68 Hawk III | 共同撃墜 | 九六式陸上攻撃機 | 杭州半山地區 |      |
| 3 | 15/8/1937  | Model 68 Hawk III | 単独撃墜 | 八九式艦上攻擊機 | 杭州地區     |      |
| 4 | 15/8/1937  | Model 68 Hawk III | 単独撃墜 | 八九式艦上攻擊機 | 杭州地區     |      |
| 5 | 12/10/1937 | Model 68 Hawk III | 共同撃墜 | 九五式水上偵察機 | 江陰地區     |      |
| 6 | 12/10/1937 | Model 68 Hawk III | 単独撃墜 | 九六式艦上戦闘機 | 南京地區     |      |
| 7 | 12/10/1937 | Model 68 Hawk III | 単独撃墜 | 九六式艦上戦闘機 | 南京地區     |      |

## 年譜

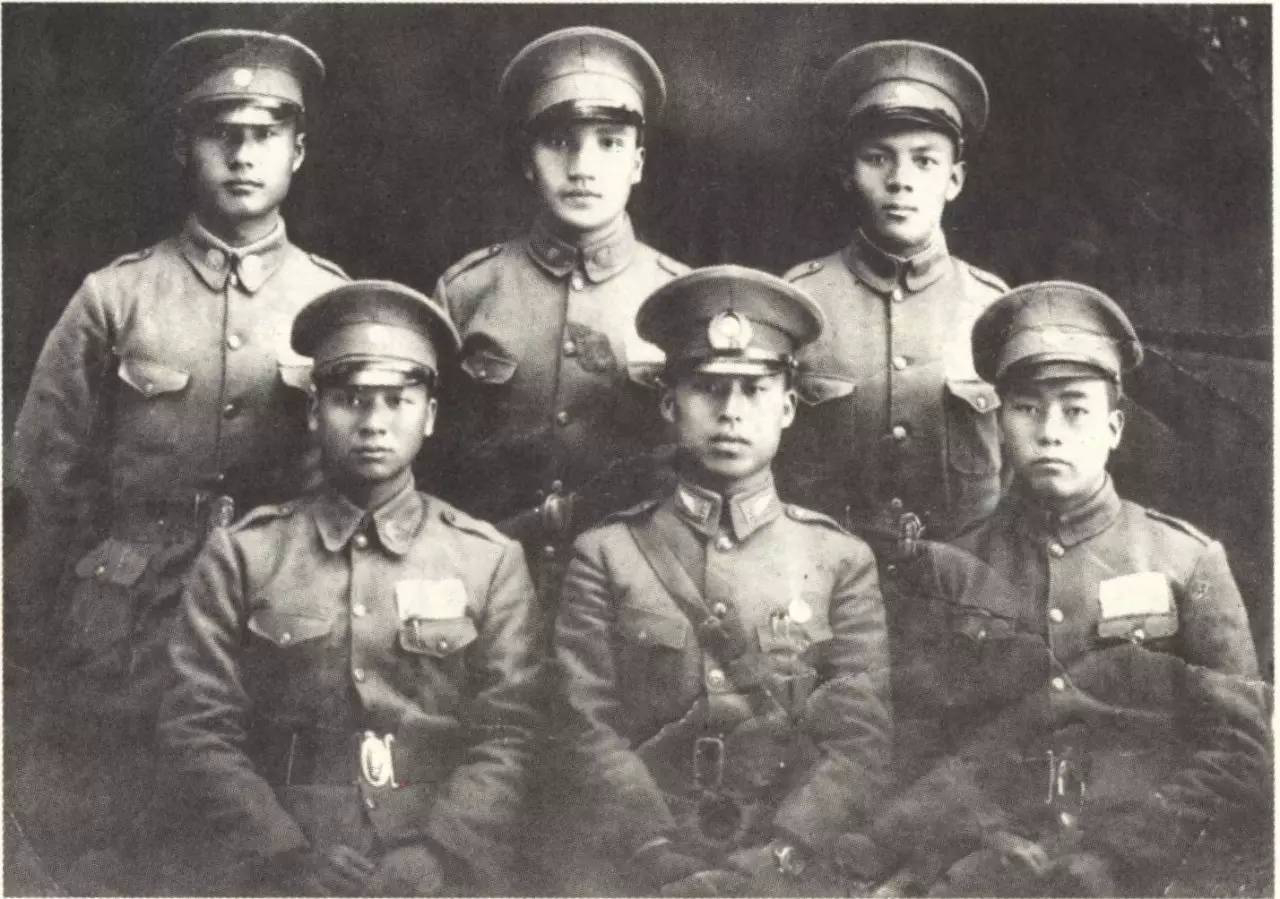
中央航校教官時代。飛行学生三期生とともに

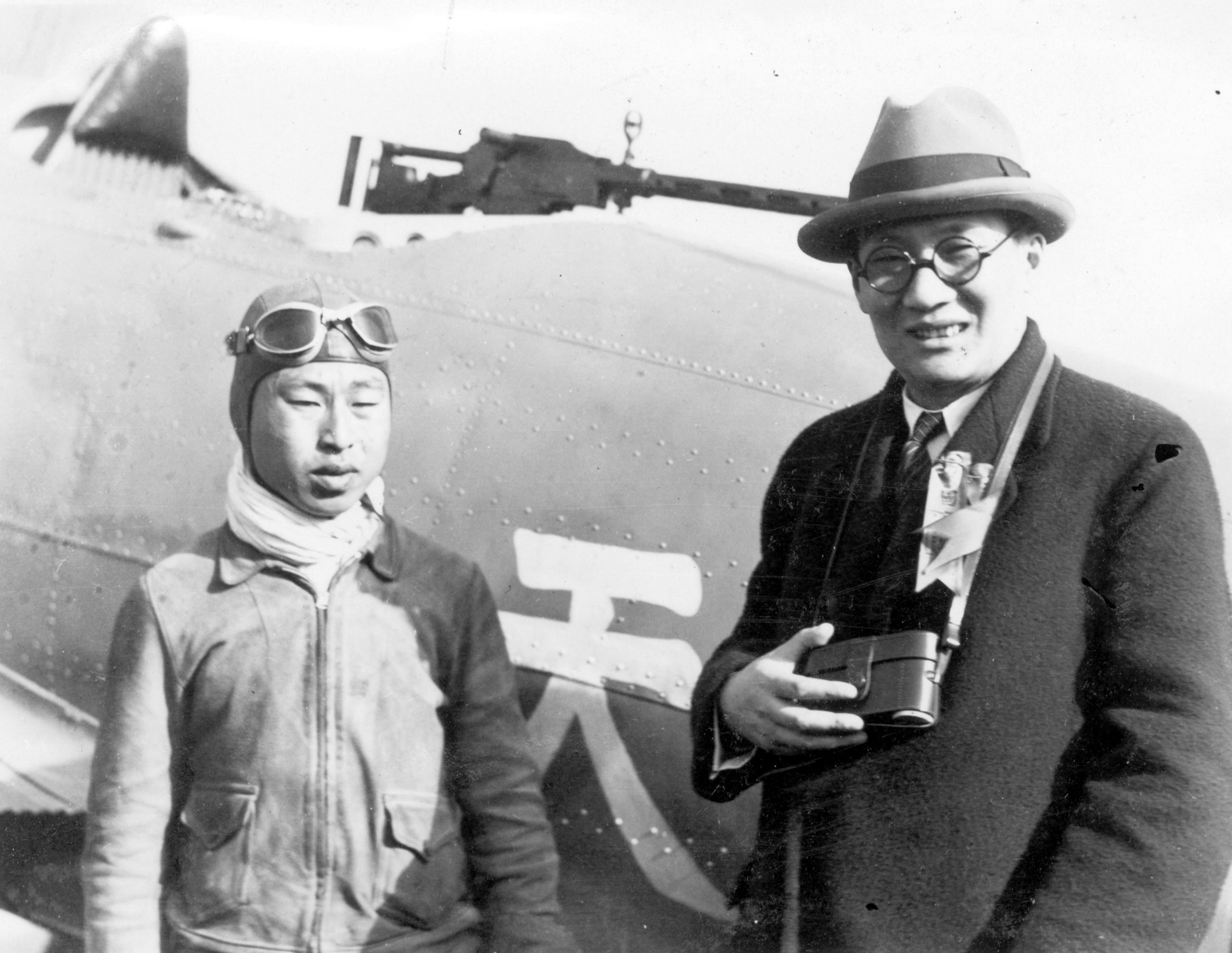
上海市長時代の呉鉄城と（1934年3月）

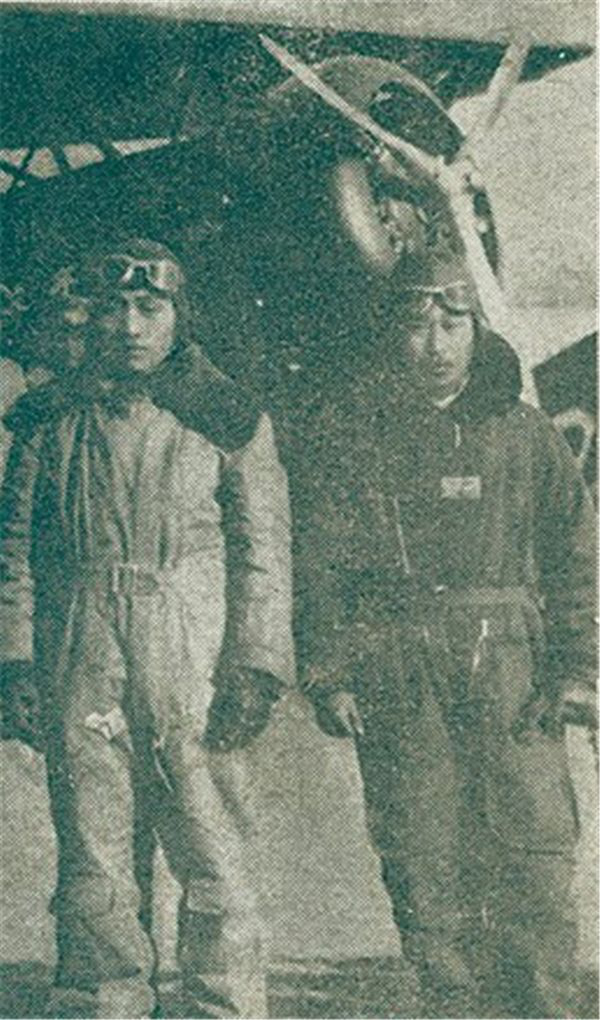
李桂丹（左）と高志航（1936年10月30日、南京にて）

劉紹唐編、「民国人物小伝第2冊」（伝記文学出版社・1977年）p136、中華民国国防部予備指揮部・國民革命忠烈祠HPなどより翻訳。
- 1925年 - 東北陸軍軍官教育班砲兵科卒業
  - 8月 - フランスに留学、モラーヌ・ソルニエ飛行学校に入学
- 1926年
  - 9月 - 陸軍航空戦闘学校入学
  - 11月 - 夜間爆撃第21団見習飛行員
- 1927年 - 帰国、少校。東北空軍飛鷹隊隊員
- 1928年 - 敉平蒙変での功績により中隊長
- 1929年春 - 訓練中の事故で右足を負傷
- 1930年 - 東北航空教導隊受訓、教育班教官となる
- 1932年
  - 1月11日 - 軍政部航空署第4隊飛行員[33]
  - 1月15日 - 少校[34]
  - 8月9日 - 軍政部航空署第2隊飛行員[35]
  - 8月15日 - 中校[36]
- 1933年
  - 2月 - 中央航空学校1期高級班卒業、国民革命軍中校より空軍上尉になる。航空署署員。
  - 6月 - 航空学校教官
  - 12月 - 兼任暫編駆逐隊隊長
- 1934年7月 - 第8隊隊長
- 1935年
  - 8月 - イタリア留学
  - 9月7日 - 空軍少校[37]
- 1936年
  - 4月 - 帰国、教導総隊附
  - 7月 - 第6大隊隊長
  - 10月 - 第4大隊隊長
- 1937年
  - 8月14日 - 戦闘中に負傷、入院。大隊長代理を王天祥（中国語版）に任せる。
  - 9月 - 戦線復帰
  - 9月7日 - 空軍中校[38]
  - 10月 - 蘭州にてI-16に機種転換
  - 11月 - 空軍前敵総指揮部駆逐司令、空軍上校進級[39]
  - 11月22日 - 周家口飛行場に進出、戦死
- 1941年4月10日 - 空軍少将追贈[40]

## 家系・親族

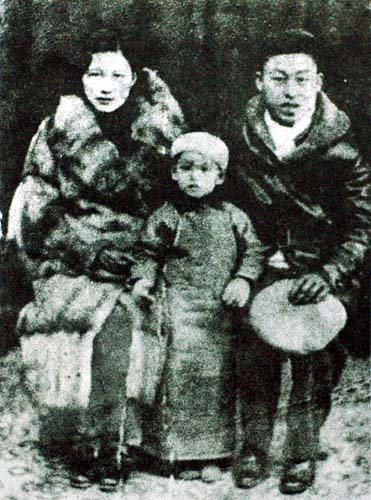
高志航と2人目の妻の子・高麗良、3人目の妻・葉容然（1932年、上海にて）

高家の本来の祖籍は山東省だが、明代に戦乱を逃れて遼寧省に移住し、奉天城の付近で農業を営んでいた。清朝末期になって、高志航の叔母に当たる人物が清軍将軍と結婚したため一家は城内に居住し、高志航の祖父はそこで料理人として生計を立てるようになった。だが叔母の恩恵はほとんど無く、一家は貧しいままであった。父の高景文は双子の弟とともにそこで鉄くずの売り買いを行っていたが、ある時一人城を飛び出して通化市に向かい、通化県大都嶺郷高麗墓子村に落ち着いた。30歳で李春英と結婚し、高志航ら三男一女を儲ける。その後、奉天城内の親戚が亡くなりその遺産が入ってきたため、三棵楡樹村（現：通化県三棵楡樹鎮）の農地を購入しそこに移住した。

### 兄弟
- 次弟：高銘徳
- 三弟：高銘新
- 四弟：高銘魁
- 五弟：高銘礼
- 六弟：高銘義
- 姉：高銘蘭
- 妹：高銘梅

### 配偶者
- 邵文珍：1924年結婚。だが1927年に自殺（病死とも[1]）し、子は無し。
- カリア（正式名不明、白系ロシア人）1928年結婚、1931年離婚。高麗良、高友良の2人の女児。
- 葉容然：1932年結婚。長男高耀漢（新生報経済記者）、長女高憶椿。

## 栄典
- 一等宝鼎勲章（中国語版）
- 三等星序奨章

## 史跡

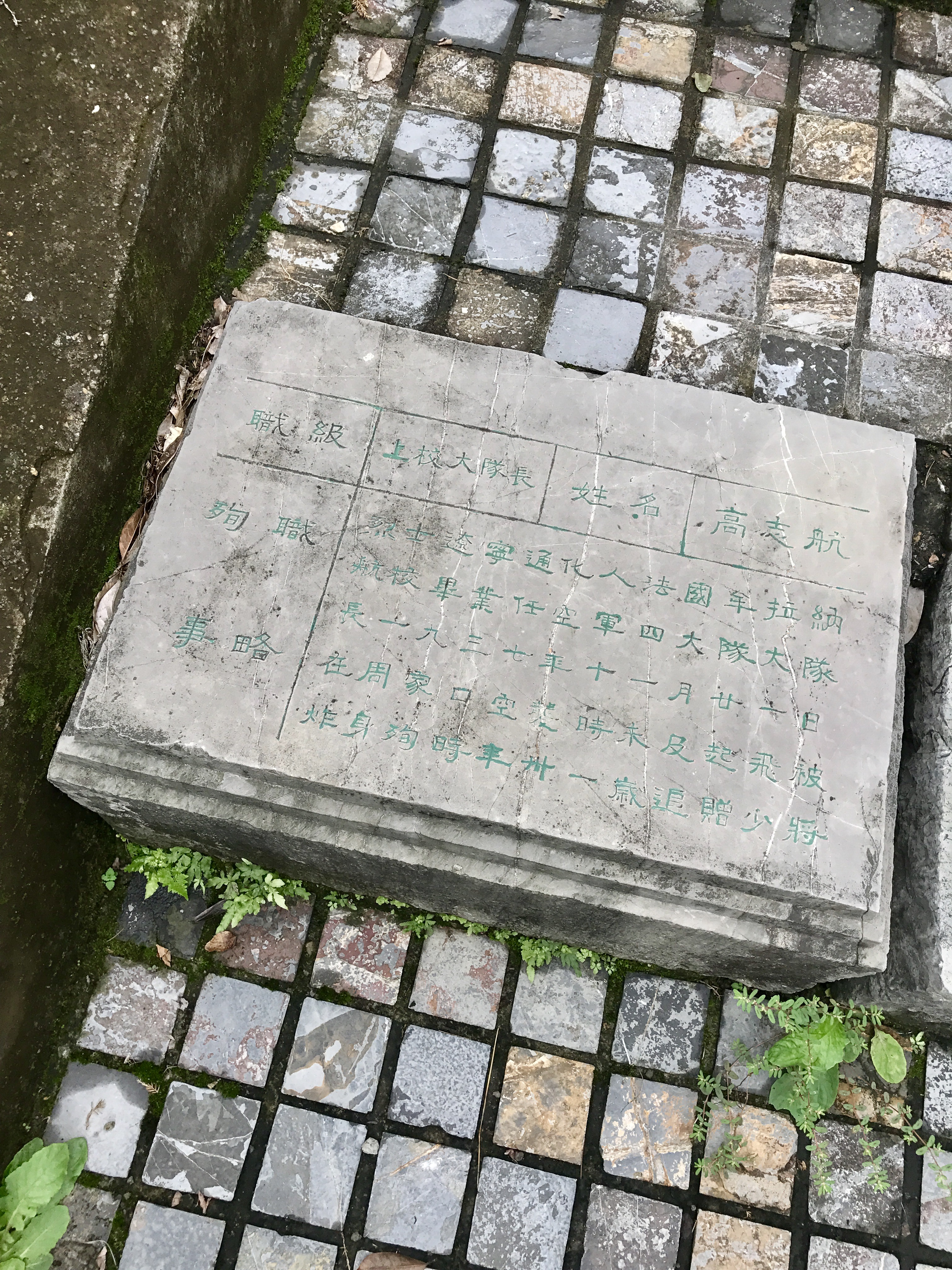
南京航空烈士公墓にある高志航の墓碑

- 高志航の旧家は1996年7月8日より通化市人民政府の市級文物保護単位に指定され、2002年8月14日、「八・一四」空戦から65周年を記念し、「高志航烈士記念館」として一般公開された[41]。館内には印鑑、猟銃、カメラ（バルダックス）など生前の遺品5点が展示されている。2006年6月には吉林省愛国主義教育基地、翌2007年には吉林省文物保護単位に指定された[42]。
- 現在、台湾台東県北東に、彼の名にちなんで「志航基地」が存在する。ただし、この基地の管轄は志航大隊の後任に当たる第455戦術戦闘機連隊ではなく、教導部隊である第737戦闘訓練連隊(第7大隊)。
- 宜蘭県大同郷の台7甲線に「志航橋」がある[43]。

## 関連作品
- 『筧橋英烈伝（英語版）』：1977年、台湾・中影公司製作の映画。主演・梁修身（中国語版）が高志航役。同年度の金馬奨最優秀作品賞、監督賞、脚本賞、撮影賞、編集賞、録音賞各賞を総なめした。また特撮では三上睦男（特技監督）、川崎龍治（特技撮影）、鈴木昶（特技操演）ら日本人が全面的に協力している。
- 『遠去的飛鷹』：2011年3月、中国・華誼天意影視有限公司製作、愛奇芸湖北総合頻道（中国語版）放送のTVドラマ。主演・朱亜文（中国語版）が高志航役。全30話。
- 『血戦長空』：2012年、中国・世紀長龍影視股份有限公司製作、安徽衛視（中国語版）などで放映されたTVドラマ。主人公「高雲天」（演・邵兵）は高志航がモデル。